# 위베르 뵈브메리
위베르 뵈브메리(Hubert Beuve-Méry, 1902년 1월 5일 - 1989년 8월 6일)는 프랑스의 언론인이며, 르 몽드의 창업자이다.
파리에서 태어났다. 제1차 세계대전으로 어려운 소년기를 보냈으나 고등교육을 받고, 보수 성향의 종교 신문인 Nouvelle Religieuses→새로운 종교인들에 기사를 투고하였다. 이후 정치인이 되어 왕당파와 파시스트 조직에 대항하였고 1925년에는 암살당할 뻔하기도 했다. 체코슬로바키아 제1공화국 정부 외무부의 기술 고문이 되었으나 1938년 체결된 뮌헨 협정에 항의하며 사직했다.
제2차 세계대전으로 프랑스가 독일에 점령당했을 때 뵈브메리는 외국으로 도피하지 않고 프랑스에 남았다. 최초에는 비시 정부에 협력하였으나 1942년을 기점으로 레지스탕스 운동에 참여한다.
노르망디 상륙작전의 성공으로 프랑스가 해방된 1944년, 뵈브메리는 Temps Présent→현재의 시간의 편집장으로 있었다. 이 때 샤를르 드골로부터 점령 기간 중의 친독 행위로 1942년에 폐간된 Le Temps→시간을 대신할 일간지를 창간하라는 지시를 받고 12월 18일에 르 몽드를 창간했다.
1954년에는 르 몽드 디플로마티크를 창간했고, 1989년에 퐁텐블로에서 사망했다.